# Dušan Passia
Dušan Passia, též Dušan Pasia (* 3. června 1954), byl slovenský a československý politik Komunistické strany Slovenska a poslanec Sněmovny národů Federálního shromáždění za normalizace.

## Biografie
K roku 1986 se profesně uvádí jako frézař.
Ve volbách roku 1986 zasedl za KSS do slovenské části Sněmovny národů (volební obvod č. 138 - Bardejov, Východoslovenský kraj). Ve Federálním shromáždění setrval do ledna 1990, kdy rezignoval v rámci procesu kooptací do Federálního shromáždění po sametové revoluci.